# Ними
Ними (санскр. निमि, IAST: Nimi) — в индийской мифологии один из 100 сыновей Икшваку, царствовавшего в начале второй юги в Айодхье и положившего начало Солнечной династии древнеиндийских правителей.
Ними стал царствовать в Митхиле (ведийское царство Видеха, или Видехское царство), где зародилась вторая ветвь Солнечной династии. «Вишну-пурана» даёт полный перечень властителей, принадлежавших двум ветвям Солнечной династии.